# Уген Вангчук
Уген Вангчук (џонг. ཨོ་རྒྱན་དབང་ཕྱུག, енгл. Ugyen Wangchuck, 1862. — 1926) је први краљ Бутана. Основао је династију Вангчук и ујединио Бутан. Владао је деветнаест година.

## Биографија
Успео је да победи своје противнике у грађанским ратовима и побунама који су трајали од 1882. до 1885. године. За краља је проглашен 1907. године од стране народа који је живео у Пунакхи, старе бутанске престонице.
Године 1904. за његове услуге у посредовању између Британаца и Тибетанаца током Британске експедиције на Тибет на Ласу проглашен је за витеза у Британији. Добио је 1921. и орден индијске звезде. Наследио га је син Џигме Вангчук.

## Одликовања
- 1904. — Орден индијске звезде
- 1911. — Делхи Дурбар златна медаља
- 1911. — Орден индијске звезде
- 1921. — Орден индијске звезде